# Réfugié chypriote

Ligne de démarcation entre la république de Chypre et république turque de Chypre du Nord

Les réfugiés chypriotes sont les ressortissants ou résidents chypriotes grecs ou turcs qui avaient leur résidence principale (par opposition à la simple possession de biens) dans une zone évacuée de force pendant le conflit chypriote et l'invasion turque de l'île. Le gouvernement chypriote reconnaît également comme réfugiés les descendants des réfugiés d'origine dans la lignée masculine, quel que soit leur lieu de naissance.

## Contexte (1963-1974)
Les tensions commencent en 1963 lorsque Makarios propose treize amendements à la constitution de la république de Chypre. Les Chypriotes turcs s'opposent à la proposition car ils la considèrent comme une tentative de suppression de leurs garanties constitutionnelles. Le 21 décembre 1963, des affrontements entre les Chypriotes grecs et les Chypriotes turcs déclenchent une vague de violence dans toute l'île. Face à la violence des groupes paramilitaires chypriotes grecs, en faveur de l'unification avec la Grèce (Enosis), des milliers de Chypriotes turcs fuient leurs propriétés vers des enclaves à majorité turque et protégées par l'Armée turque.
En 1974, une tentative de coup d'État orchestrée par la junte militaire alors au pouvoir en Grèce, essaye de renverser le gouvernement chypriote et d'unir l'île à la Grèce. Le coup échoue, stoppé par une invasion militaire de l'île par la Turquie, affirmant agir afin d'empêcher l'annexion de l'île. L'occupation du nord de Chypre par la Turquie et la fondation de la république turque de Chypre du Nord ne sont pas reconnues par la communauté internationale.

## Déplacements de population

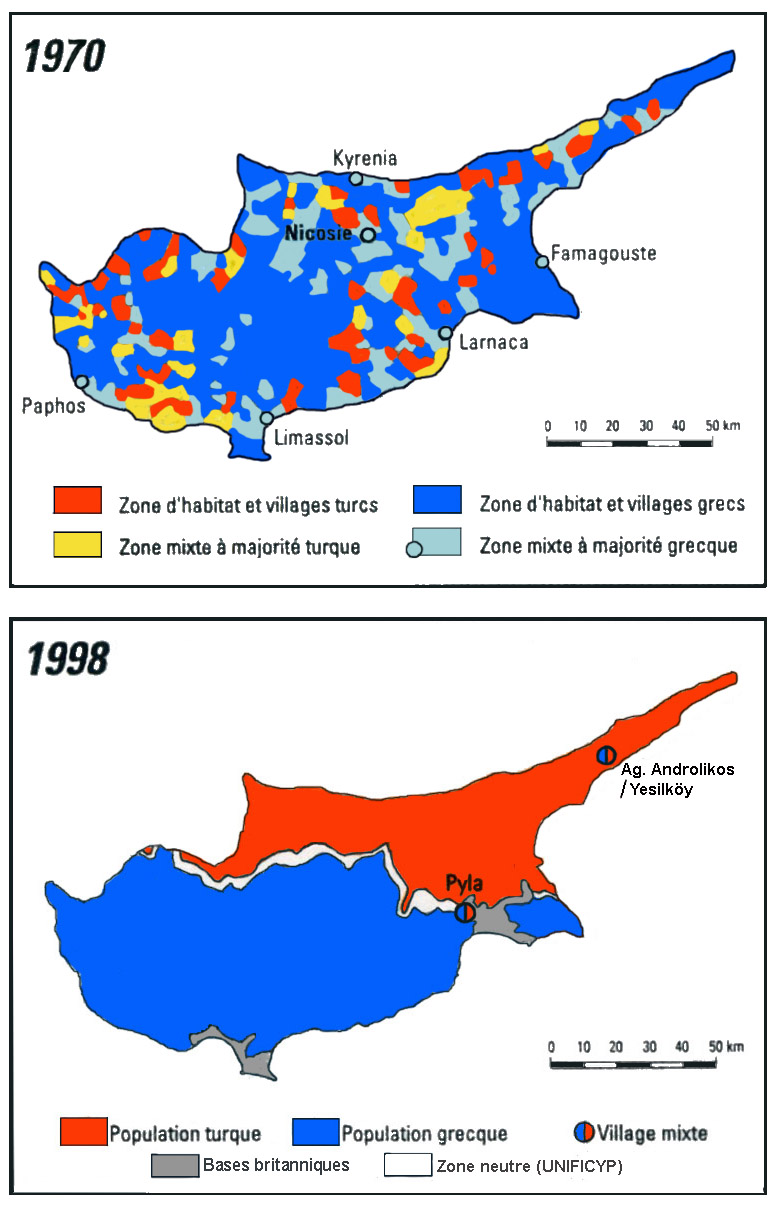
Les zones de peuplement en 1970 et en 1998, d'après Marie-Pierre Richarte, La partition de Chypre: étude géopolitique, 1998.

Lors de l'invasion turque de Chypre en 1974, les forces turques progressent et occupent environ 38% de l'île (la partie nord de la république de Chypre). Les Chypriotes grecs du nord (près de la moitié de la population grecque de l'île) sont forcés par l'avancée de l'armée turque de fuir vers le sud. De même, les Chypriotes turcs qui n’avaient pas encore fui vers les enclaves migrent durant l'invasion.
Environ 40% de la population grecque ainsi que plus de la moitié de la population turque de Chypre est déplacée par l'invasion turque. Les chiffres concernant les Chypriotes déplacés à l'intérieur du pays varient. La Force unie de maintien de la paix à Chypre (UNFICYP) estime que 165 000 Chypriotes grecs et 45 000 Chypriotes turcs dont déplacés. Le HCR enregistre des chiffres plus élevés de respectivement 200 000 et 65 000, en partie sur la base des statistiques officielles chypriotes qui enregistrent les enfants de familles déplacées comme réfugiés.
Ni les chypriotes grecs, ni les chypriotes turcs déplacés ne sont considérés comme dans le besoin d’une aide humanitaire. Les deux parties mettent en place des programmes de relogement utilisant les propriétés abandonnées. Le gouvernement chypriote grec reloge les déplacés grecs dans les propriétés des déplacés turcs. Les aides aux chypriotes turcs viennent principalement sous la forme d'une assistance économique de la Turquie ainsi que de l'attribution de maisons et de propriétés appartenant à des Chypriotes grecs.

### Accords de Vienne (1975)
Le 2 août 1975, les deux parties concluent à Vienne l'« Accord d'échange volontaire de population », mis en œuvre sous l'égide des Nations unies. Conformément à cet accord, les Chypriotes turcs restés au sud sont déplacés vers le nord et les Chypriotes grecs restés au nord sont déplacés vers le sud, à l'exception de quelques centaines de Chypriotes grecs qui choisissent de demeurer dans le nord.
La séparation des deux communautés est fixée par la Ligne verte, zone démilitarisée patrouillée par l'ONU et le retour de toutes les personnes déplacées à l'intérieur du pays est interdit.

### Manifestations et procédures légales
Dans les années qui suivent, de multiples manifestations et rassemblements sont organisés par les Chypriotes grecs exigeant de pouvoir retourner dans leurs propriétés. En 1989, des milliers de femmes chypriotes grecques tentent de rejoindre leurs propriétés sans succès.
En août 1996, en commémoration de la 22e année de la division de Chypre, de larges manifestations ont lieu dans la partie grecque de l'île. La Turquie envoie alors environ 2 500 membres des Loups gris, organisation d'extrême droite turque, dans la partie nord de Chypre pour affronter les manifestants chypriotes, européens et grecs. Tassos Isaac, un manifestant chypriote grec de 24 ans y est lynché par des membres des Loups Gris.
Un certain nombre de Chypriotes grecs choisissent de porter leur affaire devant la Cour européenne des droits de l'homme contre la Turquie et font valoir que leurs maisons sont alors occupées par des travailleurs migrants amenés de Turquie dans l'intention de modifier la démographie de l'île. En 1990, des requêtes sont déposées auprès de la Cour européenne des droits de l'homme au nom de 18 Chypriotes grecs dans l'affaire « Varnava et autres contre Turquie ». Les plaintes aboutissent à une décision du 18 septembre 2009 qui condamne la Turquie à verser 12 000 euros dans les trois mois à chaque requérant pour dommage moral et 8 000 euros pour frais et dépenses,.
En octobre 2009, une action en justice est intentée contre la TRNC et HSBC à Washington pour la vente de propriétés chypriotes grecques dans le nord de Chypre. Le 30 septembre 2014, le tribunal rejette l'affaire en force de chose jugée par manque de juridiction,.

## Relâchement des tensions
En avril 2003, le président chypriote turc Rauf Denktaş ouvre la frontière pour la première fois depuis la division de l'île permettant aux Chypriotes grecs et turcs de voir leurs biens pour la première fois depuis la séparation des deux communautés. Les procédures de franchissement ont depuis été assouplies, permettant aux Chypriotes des deux communautés de se déplacer relativement librement à travers l'île.

## Statut juridique des Chypriotes grecs et turcs déplacés
Les Chypriotes grecs et turcs déplacés relevaient de la définition des Nations unies des « personnes déplacées à l'intérieur du pays ». Le gouvernement des États-Unis considère les Chypriotes grecs déplacés à la suite de la division de l'île en 1974 comme des « réfugiés ».